# Mayor Island / Tūhua
Mayor Island / Tūhua (Māori Tūhua), teilweise auch unter dem Namen Mayor Island (Tuhua) zu finden, ist eine Insel vulkanischen Ursprungs im nordwestlichen Teil der Bay of Plenty vor der Nordinsel von Neuseeland.

## Namensherkunft
Die Insel hat für die Māori eine besondere Bedeutung, da hier Obsidian vorkommt. Dieses vulkanische Glas wurde als Material für Schneidewerkzeuge geschätzt. In der Sprache der Māori wird Obsidian „Tūhua“ genannt und somit übertrugen sie den Namen auch auf die Insel. Der britische Seefahrer und Entdecker Kapitän James Cook gab der Insel den Namen „Mayor Island“, als er sie am 3. November 1769 auf seiner Entdeckungsreise sichtete. Die Namensgebung erfolgte zu Ehren des Lord Mayor's Day, der wenige Tage später in London stattfinden sollte.

## Geographie
Die knapp 13 km² große Insel, die über eine Länge von 4,7 km und eine Breite von knapp 4 km verfügt, befindet sich rund 42 km nördlich des Stadtzentrums von Tauranga und rund 28 km ostnordöstlich von Waihi Beach. Die höchste Erhebung, der Opuahau, ist Teil des südlichen Randes der Caldera und misst eine Höhe von 354 m.

## Geologie
Mayor Island / Tūhua besteht aus einem Schildvulkan mit zwei sich überlappenden Calderen. Der Vulkan soll sich vor 130.000 Jahren gebildet haben und in der Vergangenheit mindestens alle 3000 Jahre aktiv geworden sein. Seine Ausbrüche werden auf Basis geologischer Daten in drei Zyklen unterteilt. In dem ersten Zyklus, der bis vor 36.000 Jahren andauerte, bildete sich der Vulkan durch zwölf explosive Eruptionen und mindestens neun Lavaflüssen, die heute noch an dem westlichen und nordöstlichen Caldera-Rand zu erkennen sind. Das Ende dieses Zyklus markiert der Zusammenbruch des Vulkankerns und Bildung der ersten Caldera.
Der zweite Zyklus fand von vor 33.000 Jahren bis vor 8000 Jahren statt. In ihm entstanden zwei Vulkankerne außerhalb der Caldera im Nordwesten des Vulkans. Die Asche der Eruptionen erreichten Teile der Nordinsel und der Zyklus endete ebenfalls mit der Bildung der zweiten Caldera.
Der dritte Zyklus begann vor 6340 Jahren und hält entsprechend den Definitionen der Geologen bis heute an. In ihm entstanden eine Gruppe von Vulkankernen, von denen Lavaflüsse in die bestehende Caldera ausgingen. Das Alter der Lava lässt sich schwer bestimmen. Die überwiegenden Anzahl an Geologen gehen aber davon aus, dass die Lavaströme jüngeren Datums sind und sich vor zwischen 500 und 1000 Jahren gebildet haben und der Vulkan sich in einem frühen Stadium seines dritten Zyklus befindet.
Auf der Insel befinden sich zahlreichen Thermalquellen und zwei kleine Kraterseen. Der Lake Aroarotamahine, der eine grüne Farbe besitzt und der Lake Te Paritu, der fast schwarz ist, liegen am östlichen Rand innerhalb der Caldera. Das Wasser der Seen und das reichliche Vorkommen an Grundwasser auf der Insel, lässt vermuten, dass zukünftige Eruptionen des Vulkans mit Phreatomagmatische Explosionen einhergehen werden.

## Schutzgebiet
Die Insel ist seit 1953 als Schutzgebiet für die dort wild lebenden Tiere ausgewiesen und wird von dem Tūhua Trust Board verwaltet. Geschützt werden damit unter anderem der auf der Insel vorkommende Maori-Glockenhonigfresser, Tūī, Maori-Fruchttauben, Neuseeland-Kuckuckskäuze, Fächerschwänze, Kākās, Maorigerygone, Graumantel-Brillenvögel, Eisvögel und die in Neuseeland Pied stilt genannten Stelzenläufer.

## Meeresschutzgebiet
Drei Seemeilen um die Insel herum wurde ein mit dem Tūhua (Mayor Island) Marine Reserve ein Meeresschutzgebiet ausgewiesen, das an dem Küstenstreifen der Nordseite der Inseln das Fischen verbietet und im restlichen Schutzgebiet das Fischen nur unter strengen Auflagen erlaubt. So sind dort u. a. Netze und langen Leinen ebenfalls verboten und das an Land gehen lediglich in der Bucht Opo (South East Bay) erlaubt, wenn jemand vom Department of Conservation als Begleitung anwesend ist.

## Geschichte
Die Vulkaninsel war früher von Māori bewohnt, die zur Sippe der Te Whānau A Tauwhao ki Tūhua zählten. Zum Ende des 19. Jahrhunderts war die Insel unbewohnt, da ihre ehemaligen Bewohner nach Kati-Kati und auf die Insel Matakana Island zogen. Die Insel befindet sich heute im Privatbesitz und wird vom Tūhua Trust Board verwaltet.